# Mirosław Ignacy Wojciechowski
Mirosław Ignacy Wojciechowski (ur. 6 marca 1917, zm. 22 października 1956) – chorąży pilot Polskich Sił Powietrznych w Wielkiej Brytanii, uczestnik Bitwy o Anglię, kawaler Virtuti Militari.

## Życiorys
W 1937 roku ukończył podoficerską szkołę lotniczą jako mechanik. Później przeszedł kurs pilotażu i w stopniu kaprala został przydzielony do 142 eskadry myśliwskiej. W jej składzie walczył w kampanii wrześniowej. Po jej zakończeniu, przez Rumunię, Jugosławię i Grecję, dotarł do Francji. W lutym 1940 wyjechał do Wielkiej Brytanii i wstąpił do RAF-u, otrzymał numer służbowy 781062. 16 sierpnia 1940 wstąpił do 303 dywizjonu myśliwskiego.
15 września zestrzelił samodzielnie dwa myśliwce Messerschmitt Bf 109 oraz wspólnie z Tadeuszem Andruszkiewiczem Dornier Do 17. 17 września uzyskał trzecie samodzielne zestrzelenie, jego ofiarą był kolejny Bf 109. 2 lipca 1941 r. został ranny podczas lotu bojowego nad Francją ale zdołał powrócić na macierzyste lotnisko. 11 listopada 1942 r. odszedł na odpoczynek do 2 Szkoły Instruktorów Pilotażu w Montrose. 17 lutego 1943 r. powrócił do latania bojowego w 303 dywizjonie, 4 czerwca ukończył drugą turę lotów bojowych i służył jako instruktor w 25 Polskiej Szkole Pilotażu Wstępnego. 
Po wojnie pozostał w Anglii i wstąpił do RAF-u. Otrzymał przydział do 2 dywizjonu RAF, na początku 1951 r. przeszedł przeszkolenie na odrzutowcach Gloster Meteor. Na początku 1953 r. przeszedł do 247 dywizjonu RAF w bazie Odiham, w czerwcu 1955 r. został przeszkolony na samolotach myśliwskich Hawker Hunter. Od lata 1956 r. służył jako instruktor w 288 dywizjonie RAF w bazie Middle Wallop. 
22 października 1956 zginął w wypadku lotniczym lecąc samolotem Boulton Paul Balliol T Mk.2 nr WG184 jako drugi pilot. Opuścił maszynę, ale spadochron nie zdążył się do końca otworzyć. Został pochowany na cmentarzu w Over Wallop.

## Zwycięstwa powietrzne
Na liście Bajana zajmuje 48. pozycję z wynikiem 4 i 1/2 zestrzeleń pewnych.
Zestrzelenia pewne:
- 2 Bf 109 – 15 września 1940
- 1/2 Do 215 – 15 września 1940
- Bf 109 – 17 września 1940
- Bf 109 – 23 czerwca 1941 (pilotował Spitfire Mk IIB P8333 RF-S)

## Ordery i odznaczenia
- Krzyż Srebrny Orderu Virtuti Militari
- Krzyż Walecznych (trzykrotnie)[8]
- Medal Lotniczy (czterokrotnie)